# Lijst van voetbalinterlands Chili - Zweden (vrouwen)
Deze lijst van voetbalinterlands is een overzicht van alle officiële voetbalinterlands tussen de nationale vrouwenteams van Chili en Zweden. De landen hebben tot nu toe één keer tegen elkaar gespeeld.

## Wedstrijden
| № | Plaats | Datum        | Competitie | Wedstrijd      | Uitslag |
| - | ------ | ------------ | ---------- | -------------- | ------- |
| 1 | Rennes | 11 juni 2019 | WK 2019    | Chili − Zweden | 0 − 2   |

## Samenvatting
| Competitie        | Totaal gespeeld | Winst Chili | Gelijk | Winst Zweden | Doelsaldo Chili – Zweden |
| ----------------- | --------------- | ----------- | ------ | ------------ | ------------------------ |
| Vriendschappelijk | 1               | 0           | 0      | 1            | 0 − 2                    |
| Totaal            | 1               | 0           | 0      | 1            | 0 − 2                    |